# Mata Hari (1927)
Mata Hari ist ein deutscher Stummfilm aus dem Jahr 1927 von Friedrich Fehér mit Magda Sonja in der Titelrolle der Mata Hari.

## Handlung
Kurz vor und während des Ersten Weltkriegs. Die niederländische Tänzerin Margaretha Zelle hat ein Verhältnis mit dem russischen Großfürsten Boris. Als sie den schmucken russischen Bauern Grigori kennenlernt, verliebt sich die später als Mata Hari bekannt Gewordene Hals über Kopf in ihn und lässt den alten Hochadeligen sausen. Der aber lässt Grigori verhaften, um so Mata Hari unter Druck zu setzen, für die Russen zu spionieren.
Im Auftrag eines Gesandtschaftsattachés soll sie als erstes die Pläne eines gegnerischen Festungsbaus beschaffen. So kommt die Tänzerin in Kontakt mit dem österreichischen Erzherzog Oskar. Als Mata Hari gefälschte Unterlagen anschleppt und diese ihrem Auftraggeber übergibt, wird sie von den Russen als Spionin verhaftet. Da sie Grigori die Freiheit ermöglichen will, gesteht Mata Hari die nicht begangene Spionageaktivität und wird daraufhin von einem Militärgericht zum Tode verurteilt.

## Produktionsnotizen
Mata Hari, auch bekannt unter dem mit einem Untertitel versehenen Titel Mata Hari, die rote Tänzerin, wurde im Februar und März 1927 in Staaken gedreht. Der achtaktige, 3275 Meter lange Film, der sich an keinerlei historische Fakten hält, passierte die Filmzensur am 17. März 1927 und wurde am 2. Mai 1927 im Berliner Phoebus-Palast und im Marmorhaus uraufgeführt. In den USA fand Mata Hari seine Premiere am 16. Juli 1927 im Broadway Palace in Los Angeles.
Die Bauten entwarf Alfred Junge, Hans Fritz Köllner war Aufnahmeleiter.

## Kritiken
Paimann’s Filmlisten resümierte: „Das Sujet ist am Anfange und gegen Schluß sehr spannend. In der Mitte läßt es nach, ohne daß es aber zu Längen kommt. Die Darstellung ist gut; Magda Sonja vielleicht keine ideale, immerhin aber eine ausreichende Besetzung der Titelrolle.“
Wiens Neue Freie Presse berichtete am 9. September 1927: „Nun hat das abenteuerliche Leben dieser seltsamen Frau auch den Film verlockt, ihre Sache zu plaidieren. Er tut dies allerdings weitab von der historischen Wahrheit, indem er aus Mata Haris letztem Lebenskapitel ein tragisches Liebesschicksal zurechtdichtet. Nicht mit Gertrud Margarete Zelle, dem holländischen Bürgerkind, beschäftigt sich der Film und nicht mit deren mißratener Ehe, aus der die Unglückliche sich später in die Karriere einer gefeierten Tanz- und Liebeskünstlerin flüchtete. (…) Es ist zwar nicht die Geschichte Mata Haris, und das ist schade, aber es ist eine spannende, gutgefügte Filmgeschichte, deren Mittelpunkt die prachtvolle Erscheinung Magda Sonjas bildet.“